# Szczepan Siekierka
Szczepan Siekierka (ur. 3 sierpnia 1928 w Toustobabach, zm. 15 stycznia 2021 w Kudowie-Zdroju) – polski działacz społeczny, prezes Stowarzyszenia Upamiętnienia Ofiar Zbrodni Ukraińskich Nacjonalistów.

## Życiorys
W 1943 wstąpił do oddziału samoobrony w rodzinnej miejscowości, w styczniu 1944 został żołnierzem Armii Krajowej, służył jako kurier. Równocześnie pracował jako listonosz. Od października 1944 do września 1945 służył w istriebitielnych batalionach. Po II wojnie światowej zamieszkał z rodziną na Dolnym Śląsku, należał do tajnego harcerstwa działającego w rejonie Pieszyc i Dzierżoniowa. Następnie ukończył studia na Politechnice Wrocławskiej i w Wyższej Szkole Ekonomicznej we Wrocławiu.
W latach 80. zorganizował Stowarzyszenie Rodzin Ofiar Ukraińskich Nacjonalistów – Misja Pojednania i Pokuty, formalnie zarejestrowane w 1990. W 1992 przekształcił je w Stowarzyszenie Upamiętnienia Ofiar Zbrodni Ukraińskich Nacjonalistów z siedzibą we Wrocławiu i został jego prezesem. Rozpoczął wydawanie pisma Na Rubieży. W swojej działalności zajmował się upamiętnieniem polskich ofiar Ukraińskiej Powstańczej Armii, był inicjatorem wielu pomników i tablic pamiątkowych, m.in. Pomnika-mauzoleum pomordowanej ludności polskiej na Kresach Płd.-Wsch. przez OUN i UPA. Był także wydawcą wielu publikacji poświęconych ludobójstwu ludności polskiej na Kresach Wschodnich, współautorem książek Ludobójstwo dokonane przez nacjonalistów ukraińskich na Polakach w województwie tarnopolskim 1939–1946 (2004, z Henrykiem Komańskim), Ludobójstwo dokonane przez nacjonalistów ukraińskich na Polakach w województwie lwowskim 1939–1947 (2006, z Henrykiem Komańskim i Krzysztofem Bulzackim), Przewodnik – pomniki, tablice pamięci i mogiły na terenie obecnej Polski ofiar ludobójstwa dokonanego na Polakach przez OUN i tzw. UPA 1939–1947 (2007, z Henrykiem Komańskim), Ludobójstwo dokonane na duchownych obrządku łacińskiego przez Organizację Ukraińskich Nacjonalistów (OUN) i Ukraińską Powstańczą Armię (UPA) na kresach Południowo-Wschodnich II RP oraz zniszczenia obiektów sakralnych rzymskokatolickich 1939−1947 (2008, z Henrykiem Komańskim), Ludobójstwo dokonane przez nacjonalistów ukraińskich na Polakach w województwie stanisławowskim 1939–1946 (2008, z Henrykiem Komańskim i Eugeniuszem Różańskim).
Za swoją działalność został wyróżniony statuetką Semper Fidelis przyznawaną przez Towarzystwo Miłośników Lwowa i Kresów Południowo-Wschodnich w Poznaniu (2011), Nagrodą Kulturalną Dolnego Śląska „Silesia” przyznawaną przez sejmik dolnośląski, w 2017 został odznaczony Krzyżem Oficerskim Orderu Odrodzenia Polski. Kierowane przez niego stowarzyszenie otrzymało w 2017 nagrodę Instytutu Pamięci Narodowej Kustosz Pamięci Narodowej.
Został pochowany na cmentarzu parafialnym przy kościele pw. NMP Matki Kościoła  przy ul. Kamieńskiego 230 we Wrocławiu-Polanowicach.